# Vzpírání na Letních olympijských hrách 1932
Vzpěračské soutěže na Letních olympijských hrách 1932 v Los Angeles se konalo v Grand Olympic Auditoriu v Los Angeles.

## Medailisté

### Muži
| Kategorie   | Zlato                                  | Stříbro                                | Bronz                                           |
| ----------- | -------------------------------------- | -------------------------------------- | ----------------------------------------------- |
| 60 kg       | Raymond Suvigny · Francie (FRA)        | Hans Wölpert · Německo (GER)           | Anthony Terlazzo · Spojené státy americké (USA) |
| 67,5 kg     | René Duverger · Francie (FRA)          | Hans Haas · Rakousko (AUT)             | Gastone Pierini · Itálie (ITA)                  |
| 75 kg       | Rudolf Ismayr · Německo (GER)          | Carlo Galimberti · Itálie (ITA)        | Karl Hipfinger · Rakousko (AUT)                 |
| 82,5 kg     | Louis Hostin · Francie (FRA)           | Svend Olsen · Dánsko (DEN)             | Henry Duey · Spojené státy americké (USA)       |
| nad 82,5 kg | Jaroslav Skobla · Československo (TCH) | Václav Pšenička · Československo (TCH) | Josef Straßberger · Německo (GER)               |

## Přehled medailí
| Pořadí | Země                         | Zlato | Stříbro | Bronz | Celkově |
| ------ | ---------------------------- | ----- | ------- | ----- | ------- |
| 1.     | Francie (FRA)                | 3     | 0       | 0     | 3       |
| 2.     | Německo (GER)                | 1     | 1       | 1     | 3       |
| 3.     | Československo (TCH)         | 1     | 1       | 0     | 2       |
| 4.     | Rakousko (AUT)               | 0     | 1       | 1     | 2       |
| 4.     | Itálie (ITA)                 | 0     | 1       | 1     | 2       |
| 6.     | Dánsko (DEN)                 | 0     | 1       | 0     | 1       |
| 7.     | Spojené státy americké (USA) | 0     | 0       | 2     | 2       |
| Celkem | Celkem                       | 5     | 5       | 5     | 15      |